# NGC 19
NGC 19は、アンドロメダ座の方角にある渦巻銀河である。しばしばNGC 21と混同されることがある。1885年9月20日にルイス・スウィフトによって発見された。

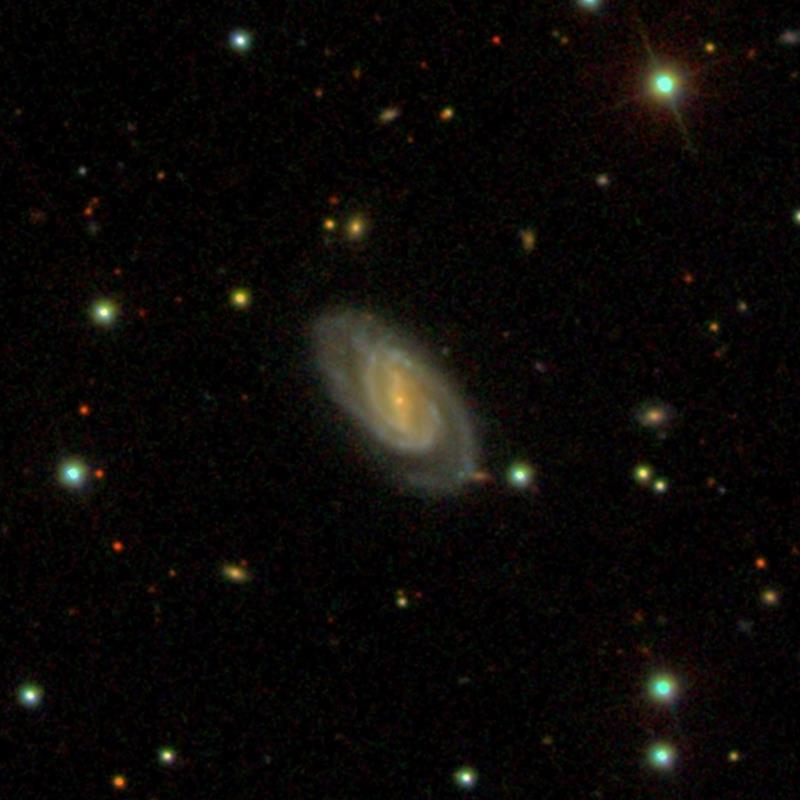
中央にある銀河がNGC 19。SDSSが撮影。